# Mr. P.
|  | Denne artikel er oprettet af botten PalnaBot ud fra en ekstern database. Den kan derfor have sproglige fejl eller mangler. Denne skabelon kan fjernes efter kontrol af indholdet. |

Mr. P. er en film instrueret af Nicole N. Horanyi.

## Handling
Mr. P er koncentreret. Der ligger faglig stolthed i hans hurtige bevægelser. På den rette etage tager han bakken og lader den balancere på venstre hånds fingerspidser. Med hurtige skridt når han værelset, og med højre hånd banker han på døren. Siger med en lille melodi lagt i ordet: ?Roomservice?. Mr. P har leveret roomservice på det samme hotel i 20 år. Dette er hans historie.